# Tragocephala guerinii
Tragocephala guerinii là một loài bọ cánh cứng trong họ Cerambycidae.